# Maryam Pougetoux
Maryam Pougetoux, née le 9 novembre 1998, est une militante et syndicaliste étudiante française, vice-présidente de l'Union nationale des étudiants de France (UNEF) chargée des questions universitaires et de jeunesse de 2020 à 2022.
Elle est l'objet de plusieurs polémiques sur le port du voile en France en 2018 et en 2020.

## Biographie
Maryam Pougetoux a été élevée en banlieue parisienne par ses parents, convertis à l'islam et originaires du département de la Corrèze, dans le sud-ouest de la France.
Musulmane française qui porte le hidjab en public, Maryam Pougetoux s'est fait connaître après une interview dans Le 1945 de M6 le 12 mai 2018 alors qu'elle était co-présidente de la section de l'UNEF à la Sorbonne. L'interview portait sur les réformes des procédures d'entrée à l'université, mais l'attention s'est immédiatement portée sur son hijab vu comme une menace pour le principe français de laïcité ou de laïcité stricte.
Son choix de porter un hijab a été critiqué par de nombreuses personnalités publiques en France, y compris le ministre de l'Intérieur, Gérard Collomb. La controverse qui a suivi a été considérée comme une continuation de la controverse de longue date sur le foulard islamique en France, y compris une interdiction en 2004 du port du hijab dans les écoles et par les fonctionnaires,. L'UNEF a dénoncé un « déferlement de haine raciste, sexiste et islamophobe ». Pougetoux a été caricaturée en première page du magazine satirique Charlie Hebdo d'une manière que Rokhaya Diallo a décrite comme « semblable à un singe ». Pougetoux a déclaré être surprise par la quantité de controverses que son choix de porter le hijab lors de l'entretien avait provoquée, et a déclaré qu'elle n'était pas offensée par sa représentation dans Charlie Hebdo.
En août 2020, Pougetoux est devenue vice-présidente de l'UNEF chargée des questions universitaires et de jeunesse. Le 17 septembre 2020, alors qu'elle témoignait, vêtue du hidjab, devant une commission d'enquête de l'Assemblée nationale sur l'impact de la pandémie de COVID-19 sur les étudiants, trois députés LR (Marianne Dubois, Pierre-Henri Dumont et Frédéric Reiss) et une députée LREM (Anne-Christine Lang) quittent la séance pour protester contre le port du hidjab dans cette enceinte.